# Connecticut Open 2018
Connecticut Open 2018, oficiálně se jménem sponzora Connecticut Open presented by United Technologies 2018, byl profesionální tenisový turnaj pořádaný jako součást ženského okruhu WTA Tour, který se odehrával na otevřených dvorcích s tvrdým povrchem v areálu Cullman-Heyman Tennis Center. Konal se mezi 19. až 25. srpnem 2018 v americkém New Havenu, ležícím v Connecticutu, jako jubilejní padesátý ročník turnaje.
Představoval poslední díl ženské části US Open Series 2018, jakožto závěrečné přípravy v týdnu před newyorským grandslamem US Open 2018. Turnaj s rozpočtem 799 000 dolarů patřil do kategorie WTA Premier Tournaments. 
Nejvýše nasazenou hráčkou ve dvouhře se po odstoupení Halepové stala světová sedmička Caroline Garciaová z Francie. Jako poslední přímá účastnice do dvouhry nastoupila řecká 37. tenistka žebříčku Maria Sakkariová.
Premiérový titul na okruhu WTA Tour, po třech finálových prohrách, ve dvouhře vybojovala 20letá Běloruska Aryna Sabalenková. Poprvé tak pronikla do elitní světové dvacítky žebříčku WTA, jejž uzavírala na 20. místě. Premiérovou společnou trofej ze čtyřhry WTA si odvezla dvojice 32letých plzeňských rodaček složená z Andrey Sestini Hlaváčkové a Barbory Strýcové, které jako pár proměnily v titul desátou turnajovou účast.

## Distribuce bodů a finančních odměn

### Distribuce bodů
| Soutěž  | vítězky | finalistky | semifinalistky | čtvrtfinalistky | 16 v kole | 32 v kole | Q  | Q3 | Q2 | Q1 |
| ------- | ------- | ---------- | -------------- | --------------- | --------- | --------- | -- | -- | -- | -- |
| dvouhra | 470     | 305        | 185            | 100             | 55        | 1         | 25 | 18 | 13 | 1  |
| čtyřhra | 470     | 305        | 185            | 100             | 1         | —         | —  | —  | —  | —  |

### Finanční odměny
| Soutěž                              | vítězky  | finalistky | semifinalistky | čtvrtfinalistky | 16 v kole | 32 v kole | Q3     | Q2     | Q1   |
| ----------------------------------- | -------- | ---------- | -------------- | --------------- | --------- | --------- | ------ | ------ | ---- |
| dvouhra                             | $136 695 | $72 790    | $38 531        | $20 735         | $11 040   | $6 107    | $2 620 | $1 200 | $720 |
| čtyřhra                             | $42 850  | $22 900    | $12 510        | $6 365          | $3 460    | —         | —      | —      | —    |
| částka ve čtyřhře je uvedena na pár |          |            |                |                 |           |           |        |        |      |

## Ženská dvouhra

### Nasazení
| Stát                          | Hráčka             | WTA | Nasazení |
| ----------------------------- | ------------------ | --- | -------- |
| Rumunsko                      | Simona Halepová    | 1.  | 1.       |
| Francie                       | Caroline Garciaová | 5.  | 2.       |
| Česko                         | Petra Kvitová      | 6.  | 3.       |
| Česko                         | Karolína Plíšková  | 8.  | 4.       |
| Německo                       | Julia Görgesová    | 10. | 5.       |
| Austrálie                     | Ashleigh Bartyová  | 16. | 6.       |
| Nizozemsko                    | Kiki Bertensová    | 17. | 7.       |
| Česko                         | Barbora Strýcová   | 22. | 8.       |
| Austrálie                     | Darja Gavrilovová  | 23. | 9.       |
| Žebříček WTA k 13. srpnu 2018 |                    |     |          |

### Jiné formy účasti
Následující hráčky obdržely divokou kartu do hlavní soutěže:
- Danielle Collinsová
- Simona Halepová
- Karolína Plíšková
- Coco Vandewegheová

Následující hráčky nastoupily do hlavní soutěže pod žebříčkovou ochranou:
- Timea Bacsinszká
- Laura Siegemundová

Následující hráčky postoupily do hlavní soutěže z kvalifikace:
- Ana Bogdanová
- Zarina Dijasová
- Camila Giorgiová
- Mónica Puigová
- Aljaksandra Sasnovičová
- Dajana Jastremská

Následující hráčky postoupily do hlavní soutěže jako tzv. šťastné poražené:
- Belinda Bencicová
- Pauline Parmentierová
- Samantha Stosurová

### Odstoupení
před zahájením turnaje
- Ashleigh Bartyová → nahradila ji  Samantha Stosurová
- Kiki Bertensová → nahradila ji  Pauline Parmentierová
- Mihaela Buzărnescuová → nahradila ji  Irina-Camelia Beguová
- Simona Halepová → nahradila ji  Belinda Bencicová
- Darja Kasatkinová → nahradila ji  Maria Sakkariová

v průběhu turnaje
- Johanna Kontaová (viróza)[1]

### Skrečování
- Petra Kvitová
- Mónica Puigová
- Coco Vandewegheová (poranění pravého hlezna)[1]

## Ženská čtyřhra

### Nasazení
| Stát                                                                       | Hráčka                    | Stát      | Hráčka                | WTA | Nasazení |
| -------------------------------------------------------------------------- | ------------------------- | --------- | --------------------- | --- | -------- |
| Česko                                                                      | Andrea Sestini Hlaváčková | Česko     | Barbora Strýcová      | 15. | 1.       |
| Nizozemsko                                                                 | Demi Schuursová           | Slovinsko | Katarina Srebotniková | 38. | 2.       |
| Nizozemsko                                                                 | Kiki Bertensová           | Švédsko   | Johanna Larssonová    | 41. | 3.       |
| Rumunsko                                                                   | Irina-Camelia Beguová     | Rumunsko  | Monica Niculescuová   | 57. | 4.       |
| Žebříček WTA k 13. srpnu 2018; číslo je součtem umístění obou členek páru. |                           |           |                       |     |          |

### Jiné formy účasti
Následující páry obdržely divokou kartu do hlavní soutěže:
- Desirae Krawczyková /  Sachia Vickeryová
- Karolína Plíšková /  Kristýna Plíšková

Následující páry nastoupily do čtyřhry z pozice náhradníka:
- Monique Adamczaková /  Oxana Kalašnikovová
- Kirsten Flipkensová /  Alison Van Uytvancková

### Odstoupení
před zahájením turnaje
- Johanna Kontaová[4]
- Coco Vandewegheová[4]

v průběhu turnaje
- Karolína Plíšková (poranění pravého ramena)[4]

### Skrečování
- Demi Schuursová (poranění levé dolní končetiny)[4]

## Přehled finále

### Ženská dvouhra
- Aryna Sabalenková vs.  Carla Suárezová Navarrová, 6–1, 6–4

### Ženská čtyřhra
- Andrea Sestini Hlaváčková /  Barbora Strýcová vs.  Sie Šu-wej /  Laura Siegemundová, 6–4, 6–7(7–9), [10–4]